# Humayd ibn Thawr
Humayd ibn Thawr al-Hilalí o, senzillament, Humayd ibn Thawr (en àrab Ḥumayd ibn Ṯawr al-Hilālī) fou un poeta àrab dels primers temps de l'islam (segle vii). Va escriure un cant fúnebre de l'assassinat del califa Uthman. Se'l considerà a posteriori un company del Profeta Mahoma.